# Быков, Борис Александрович
Борис Александрович Быков (15 декабря 1910, Галич, Костромская губерния, Российская империя — 14 мая 1990, Алма-Ата, Казахская ССР, СССР) — советский и казахский ботаник, специалист в области геоботаники, академик АН Казахской ССР (1967—90).

## Биография
Родился 15 декабря 1910 года в Галиче.
В 1934 году поступил в Казахский государственный университет, который окончил в 1939 году. Администрация университета решила оставить дипломированного специалиста у себя, где до 1941 года он работал на кафедре ботаники. С 1941 по 1946 год работал в Лепсинский педагогический техникум.
С 1946 года до самой смерти — на работе в Институте ботаники АН Казахской ССР. Сначала работал как научный сотрудник, с 1954 по 1956 год занимал должность заместителя директора, с 1956 по 1990 год руководил отделом геоботаники и с 1960 по 1965 год занимал должность директора.
Скончался 14 мая 1990 года в Алма-Ате на 80-м году жизни.

## Научные работы
Основные научные работы посвящены геоботанике, флористике и экологии растений.
- 1957—62 — Руководил геокомплексными исследованиями на территории Казахской ССР.
- 1964—70 — Руководил работами по проблемам рационального использования и улучшения пустынных пастбищ.
- Провёл классификацию пастбищ и сенокосов Казахской ССР.
- Провёл ряд экспедиций по исследованию типов растительного покрова разных районов Казахской ССР.
- Разрабатывал общие положения геоботаники и фитоценологии.
- Разрабатывал учения о экобиоморфах и роли биоценозов в эволюции растений.

## Сочинения
- Геоботаника, 1957.
- Доминанты растительного покрова СССР.: т. 1—3, 1960—1965.
- Геоботанический словарь. Алма-Ата, 1967.
- Введение в фитоценологию. Алма-Ата, 1970.
- Геоботаника. 3-е изд. Алма-Ата, 1982.
- Экологический словарь. Алма-Ата, 1983.
- Еловые леса Тянь-Шаня. Алма-Ата, 1985.

## Награды и премии
- Награждён некоторыми научными медалями и грамотами.